# Richard Duc
Richard Adam Duc (Bondy, 29 de octubre de 1934-Les Pavillons-sous-Bois, 5 de junio de 2012) fue un deportista francés que compitió en remo. Ganó una medalla de plata en el Campeonato Europeo de Remo de 1956, en la prueba de ocho con timonel.

## Palmarés internacional
| Campeonato Europeo | Campeonato Europeo | Campeonato Europeo | Campeonato Europeo |
| Año                | Lugar              | Medalla            | Prueba             |
| ------------------ | ------------------ | ------------------ | ------------------ |
| 1956               | Bled (Yugoslavia)  | Medalla de plata   | Ocho con timonel   |